# Sphyrapicus ruber
Sphyrapicus ruber е вид птица от семейство Picidae.

## Разпространение
Видът е разпространен в Канада, Мексико и САЩ.